# (463950) 2014 VH
(463950) 2014 VH es un asteroide perteneciente al cinturón de asteroides, descubierto el 29 de noviembre de 2005 por el equipo Spacewatch desde el Observatorio Nacional de Kitt Peak (Arizona, Estados Unidos).